# Navarrai Királyság (Alsó-Navarra)
A Navarrai Királyság a Pireneusokon túl Alsó-Navarrában, baszkul: Nafarroako Erresuma (Nafarroa Beherea), spanyolul: Reino de Navarra (Baja Navarra), franciául: Royaume de Navarre (Basse-Navarre), okcitánul: Reiaume de Navarra (Baisha-Navarra), latinul: Regnum Navarrae (Navarra Inferior), illetve egyszerűen Navarrai Királyság, amely állam 1513-tól 1620-ig létezett Navarrai Királyság néven a Pireneusokon túli, csak Alsó-Navarrát magában foglaló területen Saint-Jean-Pied-de-Port székhellyel Dél-Európában, miután 1513-tól az ország kettévált Alsó- és Felső-Navarrára. 1589-tól Franciaországgal perszonálunióban, 1620-tól Franciaország része.

## Az állam adatai
A kiterjedése Alsó-Navarra területét foglalta magában.

## Története
1512 júliusában a felesége, Foix Germána aragóniai királyné jogaira hivatkozva II. (Katolikus) Ferdinánd aragón király megszállta Navarrát a Szent Liga égisze alatt, és elűzte Germána unokatestvérét, I. (Foix) Katalin navarrai királynőt a családjával együtt Navarra Pireneusokon túli kis csücskébe, a ma Franciaországhoz tartozó Alsó-Navarrába. A „spanyol egység” ezzel a megszállással vált teljessé.
1521-ben francia katonai segítséggel sikerült visszafoglalni egész Navarrát a fővárossal, Pamplonával együtt, amikor a baszk származású Loyolai Szent Ignác súlyos sebet kapott, és az ekkor tapasztalt látomásainak hatására tért meg. Ugyanakkor a spanyol ellentámádásnak II. Henrik navarrai király nem tudott ellenállni, így csak a Pireneusokon túl fekvő, és a spanyolok számára nehezen védhető Alsó-Navarrát tudta megtartani. Navarra északi területéről végül 1530-ban mondott le V. Károly német-római császár, és ez tette teljessé Navarra azóta is fennálló szétszakítottságát Franciaország és Spanyolország között.